# 友谊徽章 (越南)
友谊徽章，又称友谊奖章，是越南社会主义共和国政府设立的荣誉奖项，主要授予为发展与越南友好关系做出突出贡献的外国公民。
在中文媒体报道中，越南“友谊徽章”经常会与“友谊勋章”相混淆。

## 图集

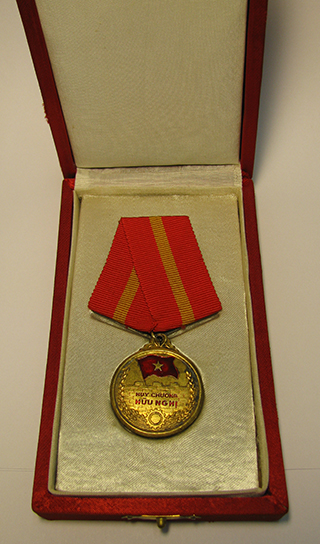
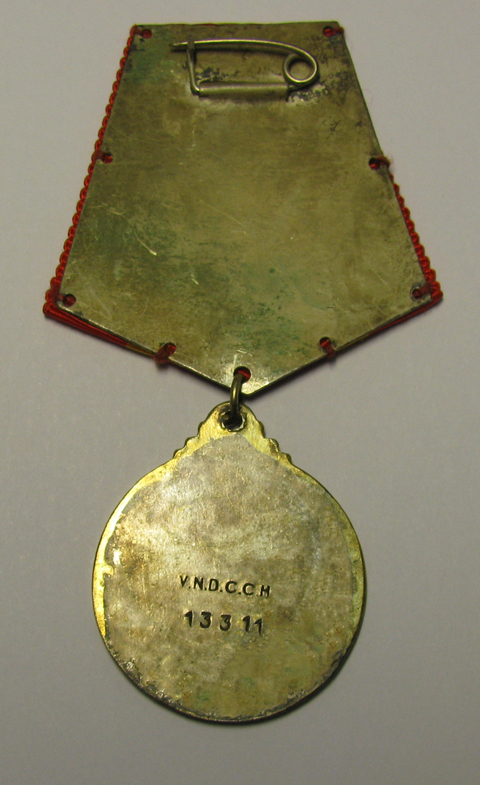